# Inoue Tetsujirō

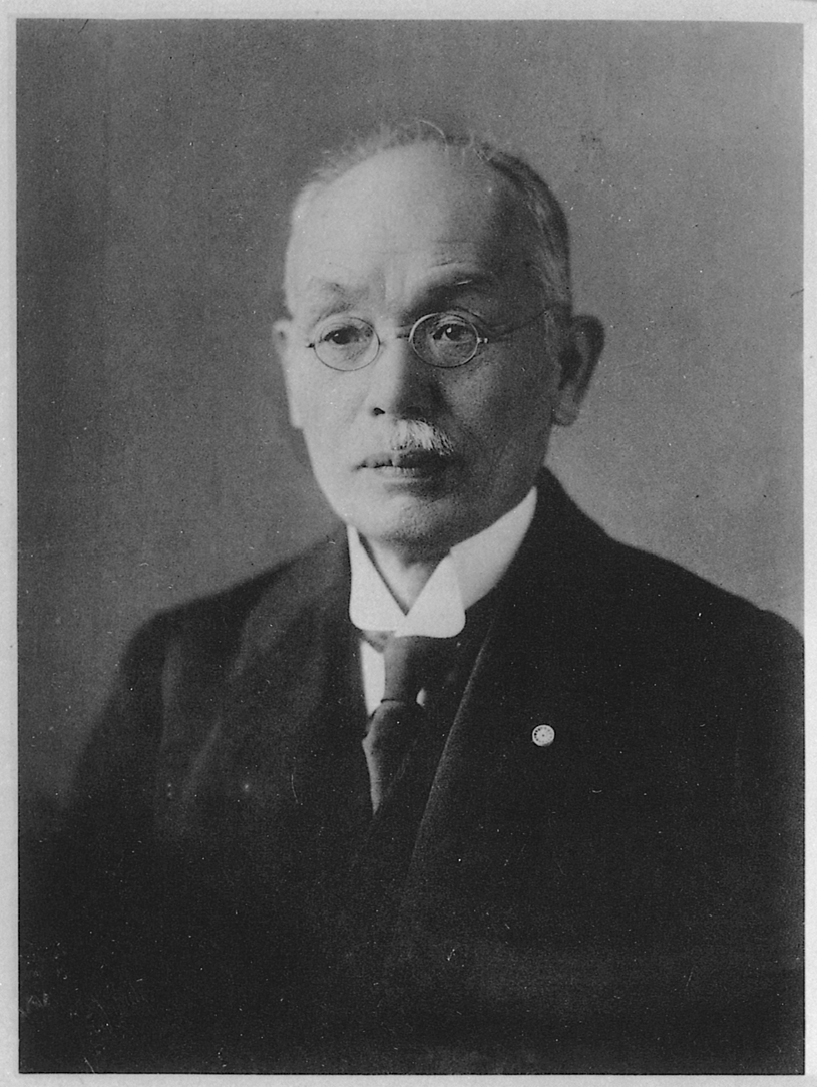
Inoue Tetsujirō

Inoue Tetsujirō (jap. 井上 哲次郎; * 25. Dezember 1856 in Buzen, Provinz Buzen; † 9. November 1944 in Kahoku, Präfektur Ishikawa) war ein japanischer Philosoph.

## Leben
Inoue studierte Philosophie an der Universität Tokyo, wo er ab 1882 eine Assistenzprofessur besetzte. Im selben Jahr gab er die Lyrik-Anthologie Shintaishishō (Eine Auswahl von Versen nach neuem Muster) heraus und wurde Vorreiter der Shintaishi-Bewegung („Dichtung neuen Stils“). Gleichzeitig förderte er die Auseinandersetzung mit der abendländischen Dichtung.
Von 1884 bis 1890 studierte er in Heidelberg und Leipzig den Deutschen Idealismus. Zurück in Japan hielt Inoue bis zu seiner Emeritierung 1923 Vorlesungen hierüber sowie über andere philosophische Strömungen.

## Philosophie
Inoue war Gegner des Christentums, das er für mit der japanischen Kultur und dem japanischen Nationalwesen für unvereinbar hielt, was er vor allem in der Kampfschrift Teishitsu to shūkyō no kankei (Die Beziehung zwischen dem Kaiserhaus und der Religion) 1890 zum Ausdruck brachte. Ein Jahr darauf folgte seine wichtigste politische Schrift Kokka to Yaso-kyō to no shōtotsu (Der Konflikt zwischen Nation und Christentum).
Stattdessen setzte er sich für den Erhalt traditioneller japanischer Werte ein. So widmen sich seine Studien vor allem dem japanischen Konfuzianismus der Neuzeit. Inoue verfasste hierüber eine Trilogie, die noch heute als Standardwerk gilt.
Inoue genoss in der akademischen Öffentlichkeit großes Ansehen und war als Herausgeber wichtiger Zeitschriften tätig, so der Eastern Art and Sciences und Light in the Far East.

## Werke
- (in Zusammenarbeit) Tetsugaku jii (哲学字彙) – Vokabularium der Philosophie (1881).
- Nippon Yōmei Gakuha no tetsugaku (日本陽明学派の哲学) – Philosophie der japanischen [Wang]-Yangming-Schule (1900).
- Nippon Ko Gakuha no tetsugaku (日本古学派の哲学) – Philosophie der japanischen Alten Schule (1902).
- Nippon Shushi Gakuha no tetsugaku (日本朱子学派の哲学) – Philosophie der japanischen Zhu-Xi-Schule (1905).